# Crotalaria dolichonyx
Crotalaria dolichonyx är en ärtväxtart som beskrevs av Baker f. och Martin. Crotalaria dolichonyx ingår i släktet sunnhampor, och familjen ärtväxter. Inga underarter finns listade i Catalogue of Life.